# AC Transit

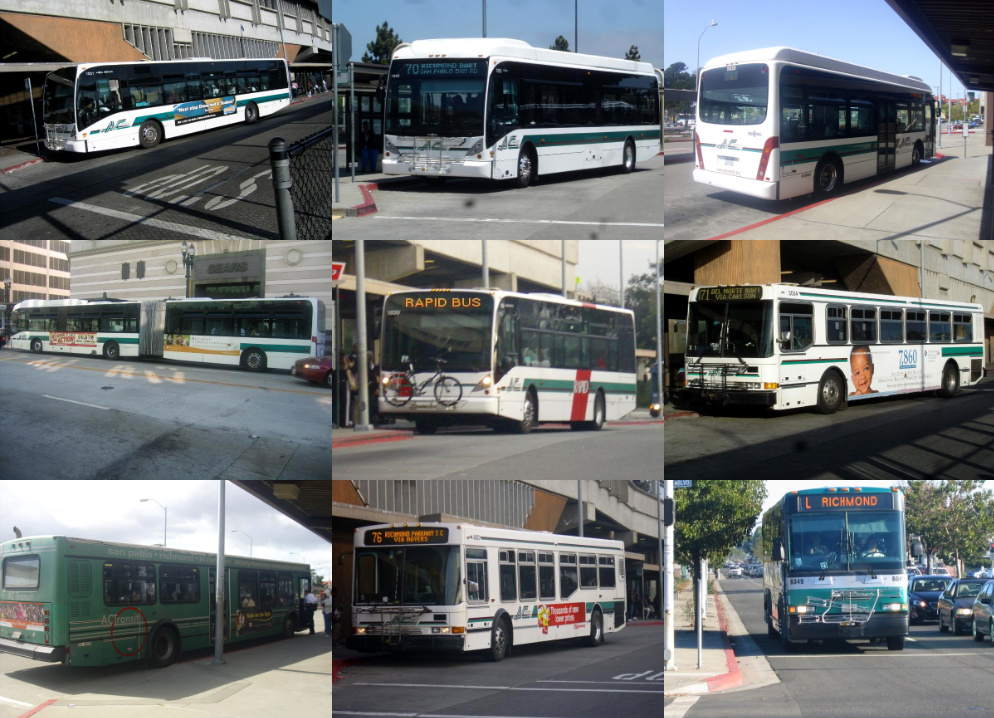
Een collage van voertuigen van AC Transit.

AC Transit is een Amerikaans openbaarvervoerbedrijf uit Californië dat de regio East Bay bedient. Het is gevestigd in Oakland en opereert bussen in het westen van Alameda en Contra Costa County. Het Alameda-Contra Costa Transit District, opgericht in 1960, is een special district onder de Californische wet, waardoor het niet onder de directe controle staat van een van de county's of steden, maar bestuurd wordt door zeven verkozen leden.
AC Transit had in april 2011 een vloot van 689 voertuigen. In augustus 2011 waren er 114 buslijnen en ongeveer 5.600 bushaltes. In het boekjaar 2009-2010 reden er op een weekdag dagelijks gemiddeld 200.000 passagiers met de bussen van AC Transit, met jaarlijks in totaal 61,2 miljoen reizigers. AC Transit is daarmee een van de grootste busnetwerken van de staat Californië.

## Bereik
Het agentschap verzorgt bussen in de volgende steden: Oakland, Fremont, Hayward, Berkeley, Richmond, San Leandro, Alameda, Castro Valley, Newark, San Pablo, El Cerrito, San Lorenzo, Ashland, Albany, Cherryland, El Sobrante, Piedmont, Fairview, Emeryville, Kensington en East Richmond Heights. Er rijden ook bussen in delen van Milpitas, Pinole en Union City. Universiteiten en hogescholen die bereikbaar zijn met de AC Transit-bussen zijn: UC Berkeley, Stanford, CSU East Bay, Chabot College, Holy Names University, de Peralta Colleges, Contra Costa College, Ohlone College en Mills College. Er zijn een aantal busroutes die de baai oversteken, wat men "transbay" noemt, voornamelijk naar San Francisco en over de Bay Bridge.
Veel buslijnen sluiten aan op de regionale treinen, voornamelijk op de stations van Bay Area Rapid Transit (BART), maar ook op die van ACE en Amtrak. Daarnaast zijn er aansluitingen op andere lokale busnetwerken, zoals Muni, Golden Gate Transit en de Santa Clara Valley Transportation Authority.